# Ронкаль (сир)

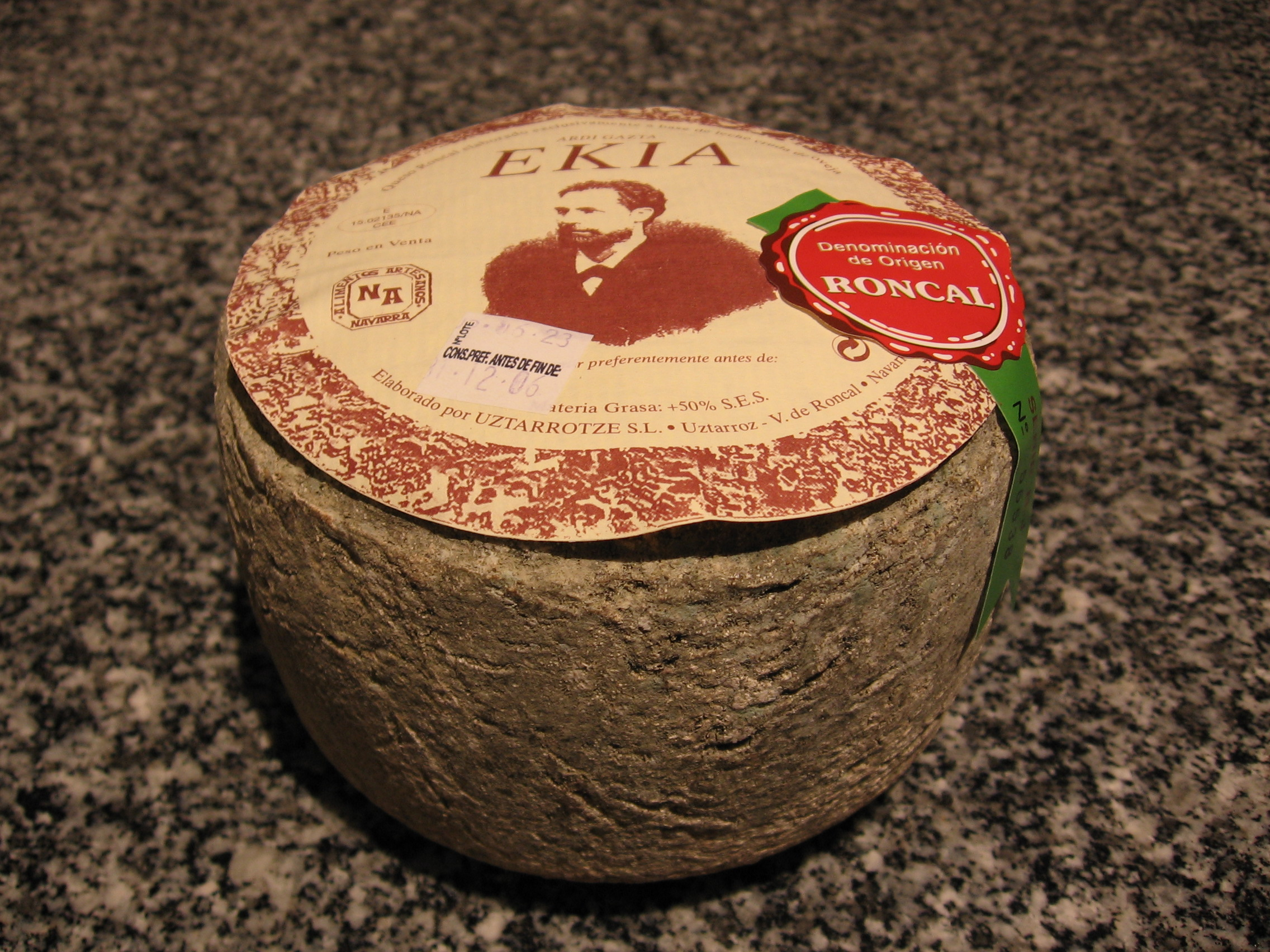
Сир «Ронкаль»

«Ронкаль» (ісп. Roncal — іспанський твердий сир з овечого молока. Виробляється в Наваррі, в долині Ронкаль. Для його виробництва використовується незбиране молоко овець порід раса і лача. Має злегка або середньопікантний смак. Час дозрівання сиру становить не менше чотирьох місяців. За правилами виробництво сиру здійснюється в період з грудня по липень включно. Головка сиру циліндричної форми важить від 2 до 3 кг, її висота становить від 8 до 12 см. Скоринка тверда, темно-коричневого кольору.